# دانا غيويا
دانا غيويا (بالإنجليزية: Dana Gioia)‏ هو صحفي وشاعر أمريكي، ولد في 24 ديسمبر 1950 في هاوثورني في الولايات المتحدة.

## وصلات خارجية
- الموقع الرسمي
- دانا غيويا على موقع الموسوعة البريطانية (الإنجليزية)
- دانا غيويا على موقع ميوزك برينز (الإنجليزية)